# Chranoi
Chranoi  este un oraș în Grecia în Prefectura Arcadia.